# Окопи
 Тази статия е за селото в Украйна.  За селото в Полша вижте Окопи (Полша).  
Окопи (на украински: Окопи) е село в западна Украйна, част от Боршчивски район на Тернополска област. Населението му е около 557 души (2001).
Разположено е на 149 метра надморска височина на югозападния край на Подолските възвишения, на 6 километра северозападно от Хотин и на 20 километра югозападно от Каменец Подолски. Селището е създадено през 1692 година от полския магнат Станислав Ян Яблонски на естествено укрепено възвишение при вливането на река Збруч в Днестър като гранична крепост срещу османците, които по това време контролират Каменец.

## Известни личности
Родени в Окопи
- Баал Шем Тов (1700 – 1760), равин